# Arco dei Peruzzi

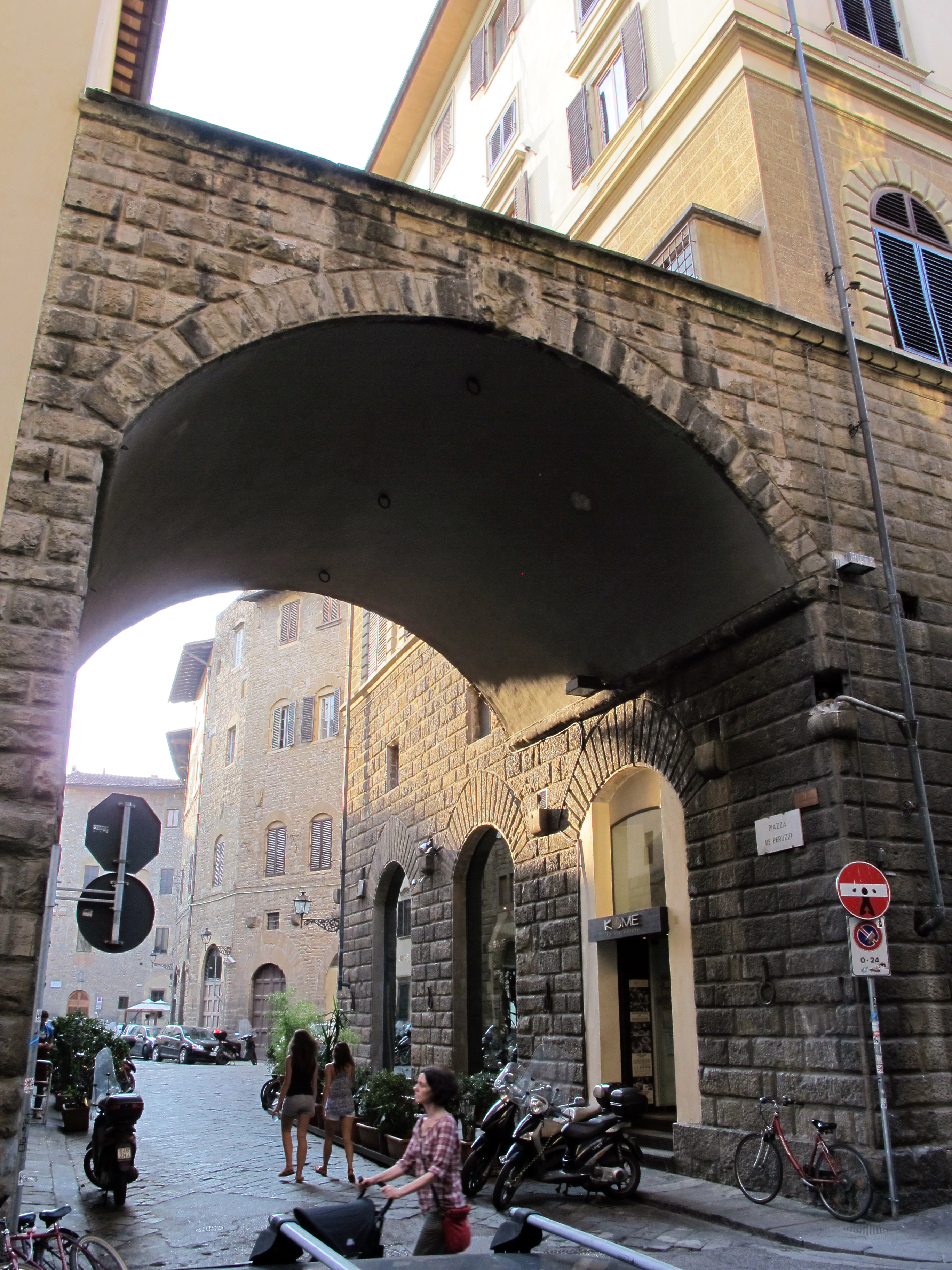
Lato via de' Benci

L'arco dei Peruzzi si trova a Firenze, tra via de' Benci e piazza Peruzzi.

## Storia e descrizione
La piazza era anticamente detta "corte dei Peruzzi", perché tutti gli edifici che vi si affacciavano appartenevano alla ricca famiglia di banchieri (la torre dei Peruzzi, il palazzo e una loggia distrutta nel 1772). Per quanto concerne la volta ne è ricordata la costruzione in un lodo del 1414 che coinvolge più membri di varie linee del casato.
L'arco era sia una sorta di accesso monumentale, che un ponte aereo che collegava due palazzi. Secondo Giorgio Vasari, Paolo Uccello aveva affrescato il lato interno di questo arco con triangoli posti in prospettiva e quattro animali agli angoli, ciascuno simboleggiante un elemento naturale: una talpa per la terra, un pesce per l'acqua, una salamandra per il fuoco e un camaleonte per l'aria, data la sua capacità di assumere qualsiasi colore. Però Paolo Uccello non aveva mai visto tale animale e nel dipingerlo si risolse a fare un cammello a bocca aperta che si riempie i polmoni d'"aria". Resti erano visibili ancora all'epoca di Filippo Baldinucci. Attualmente sull'arco della volta, dal lato dell'edificio in questione, esiste un tassello risparmiato dalla tinteggiatura con la scritta "M. B.oni 1857".
Delle pitture oggi non esiste più traccia. L'arco è leggermente ribassato, con blocchi in solido bugnato rustico, con uno stemma sulla chiave di volta. I piedritti sono assorbiti nella muratura dei due palazzi ai lati.
L'arco è collegato a sud con palazzo Peruzzi-Lotti e a nord col cosiddetto palazzo Caccia Peruzzi.

## Bibliografia

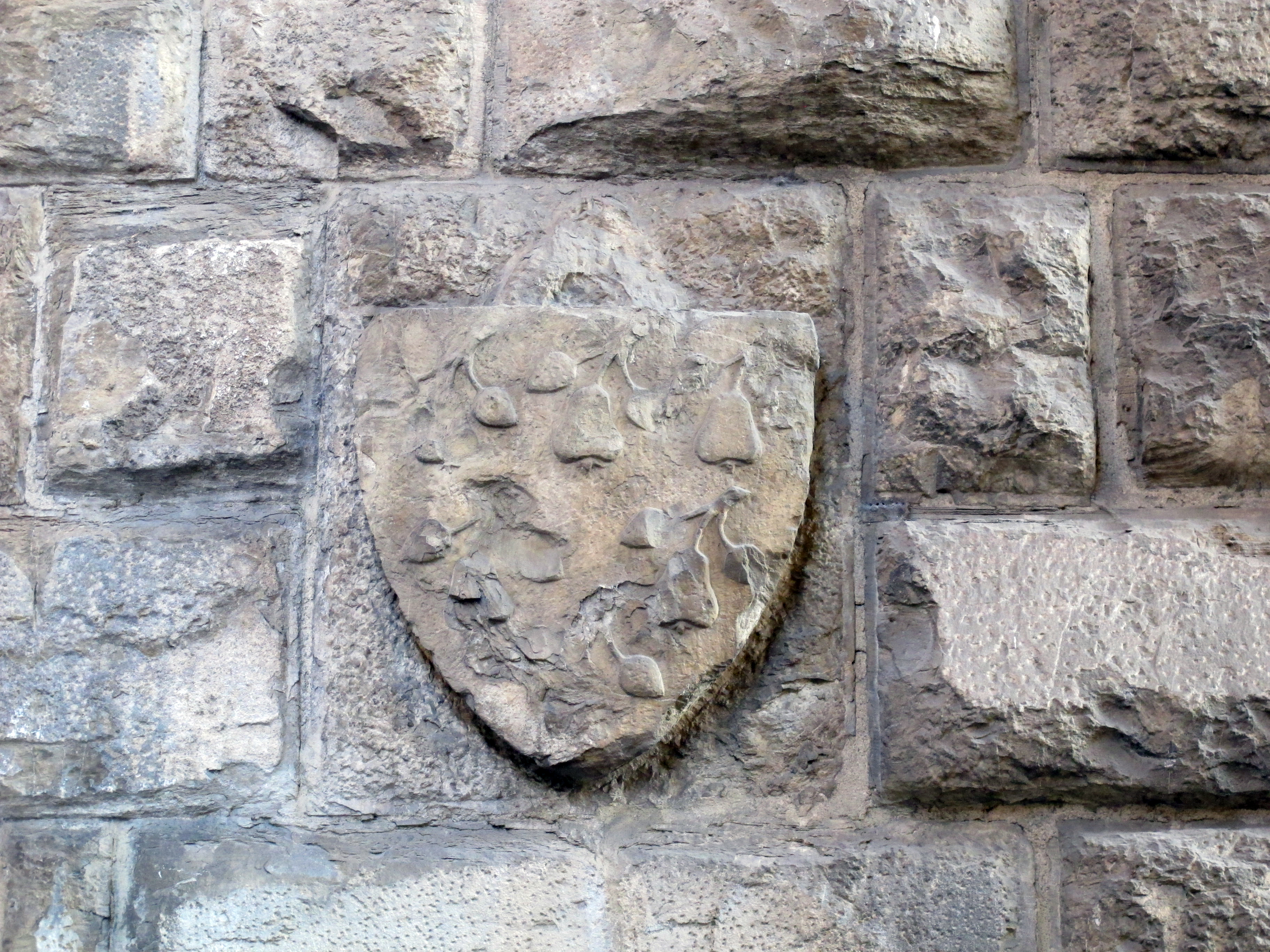
Setmma Peruzzi nel sott'arco